# Americhelidium setosum
Americhelidium setosum är en kräftdjursart som beskrevs av Edward Lloyd Bousfield och Chevrier 1996. Americhelidium setosum ingår i släktet Americhelidium och familjen Oedicerotidae. Inga underarter finns listade i Catalogue of Life.